# Georges Dumont
Pour les articles homonymes, voir Dumont.
Georges L. Dumont (1898-1966) est un médecin et un homme politique canadien.

## Biographie
Georges L. Dumont est né le 25 juin 1898 à Saint-Anselme, au Québec. Son père est Grégoire Dumont et sa mère est Gracieuse Boucher. Après avoir fréquenté l'école primaire de Rogersville, il étudie au Collège Sacré-Cœur, à l'Université Sainte-Anne et à l'Université Laval. Il épouse Élizabeth St-Pierre le 10 juillet 1923 et le couple a sept enfants.
Il est député de Restigouche à l'Assemblée législative du Nouveau-Brunswick de 1960 à 1966 en tant que libéral. Il est ministre de la Santé durant la même période, dans le gouvernement de Louis Robichaud.
Il est membre de la Société nationale de l'Acadie, de l'Association acadienne d'éducation et des Chevaliers de Colomb.
Il est mort le 4 juillet 1966 à l'âge de 68 ans. Le Centre hospitalier universitaire Dr-Georges-L.-Dumont de Moncton est nommé en son honneur.